# (31578) 1999 FM29
1999 FM29 (asteroide 31578) é um asteroide da cintura principal. Possui uma excentricidade de 0.03696750 e uma inclinação de 4.86585º.
Este asteroide foi descoberto no dia 19 de março de 1999 por LINEAR em Socorro.